# Laurène Roisin
Laurène Roisin (23 de abril de 2001) es una deportista francesa que compite en piragüismo en la modalidad de eslalon. Su hermano Lucas compite en el mismo deporte.
Ganó tres medallas de plata en el Campeonato Europeo de Piragüismo en Eslalon, en los años 2022 y 2025.

## Palmarés internacional
| Campeonato Europeo | Campeonato Europeo             | Campeonato Europeo | Campeonato Europeo |
| Año                | Lugar                          | Medalla            | Competición        |
| ------------------ | ------------------------------ | ------------------ | ------------------ |
| 2022               | Liptovský Mikuláš (Eslovaquia) | Medalla de plata   | C1 por equipos     |
| 2025               | Vaires-sur-Marne (Francia)     | Medalla de plata   | C1 individual      |
| 2025               | Vaires-sur-Marne (Francia)     | Medalla de plata   | C1 por equipos     |